# Francis Xavier Ford
Francis Xavier Ford (New York, 11 gennaio 1892 – Canton, 21 febbraio 1952) è stato un vescovo cattolico e missionario statunitense, proclamato servo di Dio a seguito dell'apertura della causa di beatificazione in quanto morto martire a seguito delle torture inflittegli dai comunisti cinesi.

## Biografia
Monsignor Francis Xavier Ford nacque a Brooklyn, New York, l'11 gennaio 1892 da Austin Brendan Ford ed Elizabeth Rellihan.

### Formazione e ministero sacerdotale

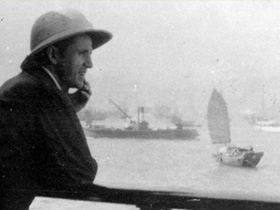
Padre Ford in Cina.

Venne educato al Cathedral College di Manhattan. Mentre studiava si sentì chiamato al sacerdozio nella neonata Società per le missioni estere degli Stati Uniti d'America, un istituto fondato nel 1911 dai vescovi cattolici degli Stati Uniti per il servizio missionario all'estero. Al termine degli studi liceali, fu accettato dalla Società.
Il 14 settembre 1912 venne ammesso nel seminario di Maryknoll a Ossining. Fu il primo studente del nuovo ordine e il primo studente a immatricolarsi nel suo seminario.
Il 5 dicembre 1917 fu ordinato presbitero. Fu uno dei primi quattro sacerdoti cattolici statunitensi ad arrivare in Cina nel 1918. Iniziò a prestare servizio in una missione nella provincia del Guangdong, nel sud della Cina. Nel 1921 avviò la prima missione di Maryknoll in Cina.
Il 28 aprile 1929 papa Pio XI lo nominò primo prefetto apostolico di Jiaying.

### Ministero episcopale
Il 18 giugno 1935 papa Pio XI elevò la prefettura apostolica a vicariato apostolico e lo nominò vescovo titolare di Etenna. Ricevette l'ordinazione episcopale il 21 settembre successivo dal vescovo titolare di Siene James Anthony Walsh, superiore generale del suo ordine, coconsacranti il vescovo di Brooklyn Thomas Edmund Molloy e il vescovo ausiliare di New York Stephen Joseph Donahue.
In vent'anni di ministero, monsignor Ford riuscì ad aumentare il numero di fedeli cattolici nella sua diocesi da 9 000 a 20 000, e fece costruire scuole, case d'accoglienza e chiese. Fu presidente della conferenza sul benessere dei cattolici cinesi per la Cina meridionale e giocò un ruolo importante nella creazione del primo convento d'oltremare delle Suore domenicane di Maryknoll.
Quando scoppiò la seconda guerra mondiale, la regione di Kaying fu circondata e conquistata dalle truppe giapponesi, monsignor Ford rimase nella sua diocesi, dando supporto ai guerriglieri cinesi, soccorrendo i piloti Alleati abbattuti aiutandoli poi nella fuga e dando aiuto ai rifugiati di guerra.
L'11 aprile 1946 papa Pio XII elevò il vicariato apostolico a diocesi.
La vittoria delle forze del Partito Comunista Cinese sulle forze nazionaliste del generale Chiang Kai-shek nell'ottobre del 1949 segnò un importante cambiamento nel destino delle missioni cattoliche. Nel dicembre del 1950 i comunisti posero il vescovo Ford e la sua segretaria, suor Joan Marie Ryan, MM, agli arresti domiciliari e li accusarono di spionaggio. Sebbene non sia mai stato processato, monsignor Ford fu portato via da casa sua quattro mesi dopo e sfidato pubblicamente, picchiato e degradato in alcune delle città in cui aveva esercitato il lavoro missionario dal 1918. Il suo trattamento per mano dei comunisti è attestato da suor Joan Marie Ryan.
In una città, una folla organizzata di comunisti lo picchiò così intensamente che anche le guardie che lo scortavano dovettero fuggire. Nonostante le percosse, monsignor Ford continuò a camminare tranquillamente tra la folla fino a quando le sue guardie non lo ripresero. In un'altra città, gli venne posta attorno al collo una corda bagnata che quasi lo soffocò una volta che si restrinse quando si asciugò. Per deriderlo, gli fu legata un'altra corda sotto l'abito, come fosse una coda. Per umiliare anche suor Joan Marie, i comunisti costrinsero prima lei e poi il vescovo a spogliarsi. Suor Joan Marie vide per l'ultima volta mons. Ford nel febbraio del 1952, appena prima che morisse, e riferì che i suoi capelli erano diventati completamente bianchi e che era così emaciato che un compagno di prigionia osservò che sembrava "un sacco di patate".
Morì in prigione a Canton il 21 febbraio 1952 all'età di 60 anni. Divenne quindi il primo vescovo cattolico statunitense, nonché il quarto cittadino americano a morire nelle prigioni dei comunisti cinesi. Fu anche il primo martire dei missionari di Maryknoll e il primo ad essere ucciso per mano dei comunisti cinesi. Al momento della sua morte, Ford era prete da 34 anni e vescovo da 16. Fu sepolto in un campo con un semplice segnalino sopra la tomba. Con il tempo tutti i segnalini si dispersero. Anni dopo su quel terreno venne costruito un blocco di appartamenti. I resti del vescovo andarono così perduti.
La sua diocesi sarebbe stata il primo territorio di Maryknoll a essere consegnato al clero nativo se i comunisti non avessero soppresso la comunità cattolica locale.
Sua cugina, suor Ita Ford, una suora domenicana di Maryknoll, fu una delle quattro donne cattoliche che vennero torturate, violentate e uccise in El Salvador dai membri di uno squadrone della morte militare il 2 dicembre 1980. In precedenza aveva lavorato come missionaria con i poveri e i profughi di guerra in Bolivia e in Cile.

## Causa di canonizzazione
La causa per la canonizzazione di monsignor Ford è stata introdotta dalla diocesi di Brooklyn. Il postulatore è il reverendo John Vesey, parroco della parrocchia di San Michele a Flushing, nel Queens.
Il 27 luglio 2011 George Weigel scrisse un articolo per il blog First Things chiedendo perché il vescovo Ford non sia stato ancora beatificato. Wiegel affermò che il processo era in sospeso a causa delle preoccupazioni delle autorità vaticane di offendere il governo cinese. Affermò inoltre che "[perseguitati] i cattolici [in Cina] hanno bisogno dell'incoraggiamento di un testimone come Francis Xavier Ford, il cui sangue potrebbe ancora dimostrare di aver spianato la strada per il Re nel Regno di Mezzo".

## Eredità
Nel 1952 il suo ordine fondò una scuola elementare co-educativa e la chiamarono Bishop Ford Memorial School (cinese: 福德 學校). La scuola fu la prima fondata dai missionari di Maryknoll a Hong Kong dopo la seconda guerra mondiale e ora è gestita dalla diocesi di Hong Kong.
Nel 1962 la diocesi di Brooklyn intitolò una delle sue scuole superiori a monsignor Ford. La Bishop Ford Central Catholic High School era accreditata dai reggenti dello Stato di New York e dall'Associazione degli istituti universitari e delle scuole centrali. Si trovava nell'area del parco Slope a Brooklyn. A causa del calo del 75 % delle iscrizioni registrato tra il 2006 e il 2014, la scuola venne chiusa alla fine dell'anno accademico 2013-2014. L'edificio è oggi utilizzato dall'ufficio per l'educazione di New York e ospita un asilo nido.

## Opere
- Stone in the King's Highway: Selections from the Writings of Bishop Francis Xavier Ford, New York, McMullen, 1953, OCLC 1124239.
- Come Holy Ghost: Thoughts on Renewing the Earth as the Kingdom of God, Orbis Books, 1976, ISBN 978-0-88344-067-4.

## Genealogia episcopale e successione apostolica
La genealogia episcopale è:
- Cardinale Scipione Rebiba
- Cardinale Giulio Antonio Santorio
- Cardinale Girolamo Bernerio, O.P.
- Arcivescovo Galeazzo Sanvitale
- Cardinale Ludovico Ludovisi
- Cardinale Luigi Caetani
- Cardinale Ulderico Carpegna
- Cardinale Paluzzo Paluzzi Altieri degli Albertoni
- Papa Benedetto XIII
- Papa Benedetto XIV
- Papa Clemente XIII
- Cardinale Marcantonio Colonna
- Cardinale Giacinto Sigismondo Gerdil, B.
- Cardinale Giulio Maria della Somaglia
- Cardinale Carlo Odescalchi, S.I.
- Cardinale Costantino Patrizi Naro
- Cardinale Serafino Vannutelli
- Cardinale Domenico Serafini, O.S.B.
- Cardinale Pietro Fumasoni Biondi
- Vescovo James Anthony Walsh, M.M.
- Vescovo Francis Xavier Ford, M.M.

La successione apostolica è:
- Vescovo Adolph John Paschang, M.M. (1937)